# Rosalind M. Greenberg
Rosalind M. Greenberg (născută ca Rosalind Elizabeth Morton n. 1951) este o scriitoare de literatură științifico-fantastică.
În Almanahul Anticipația 1985 i-a fost publicată în limba română povestirea „Pastila” sub numele Rosalind Straley (apărută prima dată în limba engleză sub denumirea Capsule în 1982).
A fost căsătorită cu editorul de antologii științifico-fantastice Martin H. Greenberg  (1941-2011) cu care a editat antologiile Horse Fantastic (1991) și Dragon Fantastic (1992).

## Lucrări scrise

### Serii de antologii
- Fantastic (antologii Greenberg)
  - Horse Fantastic (1991) cu  Martin H. Greenberg
  - Dragon Fantastic (1992) cu Martin H. Greenberg

### Antologii
- 14 Vicious Valentines (1988) cu Martin H. Greenberg și  Charles G. Waugh
- Phantoms (1989) cu Martin H. Greenberg
- Christmas Bestiary (1992) cu Martin H. Greenberg
- Vampires in Love: Stories With a Bite (2010) cu Martin H. Greenberg
- Love Is Strange: An Anthology of Paranormal Romance Stories (2011) cu Martin H. Greenberg

### Povestiri scurte
- „Namesake” (1981) ca Elizabeth Morton
- „Capsule” (1982)   ca Rosalind Straley sau ca Rosalind Greenberg
- „The Bite” (1982) ca Elizabeth Morton

## Legături externe
- Rosalind M. Greenberg la The Encyclopedia of Science Fiction